# Новоселівка (Прилуцький район)
Новосе́лівка — село в Чернігівській області України. Входить до складу Талалаївської селищної громади. За адміністративним поділом до липня 2020 року село входило до складу Талалаївського району, а після укрупнення районів входить до Прилуцького району. До 2020 року було підпорядковане Харківській сільській раді. Розташоване на кордоні із Сумською областю на автошляху Т 2515 за 19 км від Талалаївки. Населення — 225 осіб, площа — 0,646 км².

## Історія
1911 року - хутір Новоселівка Березівської волості Прилуцького повіту Полтавської губернії, 169 мешканців.
Є на мапі 1925 року в складі Березівського району Роменського округу.
1. ↑  Погода в селі Новоселівці.